# 古斯塔夫·阿道夫 (梅克倫堡-居斯特羅)
古斯塔夫·阿道夫（德語：Gustav Adolf，1633年2月26日—1695年10月6日），梅克倫堡-居斯特羅公爵，1636年至1695年在位。

## 家庭
1654年，古斯塔夫·阿道夫與霍爾斯坦-戈托普的瑪格達列娜·希比拉結婚，兩人共有2子9女：
1. 約翰（1655年—1660年），夭折
2. 艾蕾諾爾（1657年—1672年），早逝
3. 瑪麗（法语：Marie de Mecklembourg-Güstrow）（1659年—1701年），阿道夫·腓特烈二世的妻子
4. 瑪格達琳（1660年—1702年）
5. 索菲（1662年—1738年）
6. 克莉絲汀（1663年—1749年），斯托貝格-蓋登伯爵夫人
7. 卡爾（英语：Charles of Mecklenburg-Güstrow）（1664年—1688年），因天花去世
8. 海德薇希（英语：Hedwig of Mecklenburg-Güstrow）（1666年—1735年）
9. 路易絲（1667年—1721年），丹麥國王弗雷德里克四世的王后
10. 伊莉莎白（英语：Elisabeth of Mecklenburg-Güstrow）（1668年—1738年）
11. 奧古斯塔（德语：Auguste zu Mecklenburg）（1674年—1756年）